# Hatillo de Loba
Hatillo de Loba – miasto w Kolumbii, w departamencie Bolívar.